# Кёнигсбергский кулинарный манускрипт
Кёнигсбергский кулинарный манускрипт (Кёнигсбергская поваренная книга, Поваренная книга из архива Тевтонского ордена; нем. Königsberg Kochbuch) — единственный из известных науке средневековых кулинарных манускриптов, созданных на территории государства Тевтонского ордена.

## История
Манускрипт был обнаружен в XIX веке профессором Йоханнесом Фойгтом, который с 1817 года являлся директором тайного архива в Кёнигсберге. В 1857 году в мартовском номере «Вестника с сообщениями о немецком прошлом» Йоханнес Фойгт опубликовал 6 рецептов из указанной рукописи.
Полная транскрипция рукописи, получившей название Кёнигсбергской поваренной книги (из-за места своего хранения), была опубликована в 1935 году Германом Голлубом в журнале «Пруссия».
Авторство и точное место создания рукописи определить не представляется возможным. Данная поваренная книга могла использоваться в любом из орденских замков или городов Пруссии, которые согласно второму торуньскому мирному договору 1466 года находились в вассальной зависимости от Польского королевства, либо в ливонских владениях крестоносцев.
В настоящее время рукопись хранится в государственном архиве прусского культурного наследия в Берлине (Konigsberg Köchbuch. – GStA. –  Berlin-Dahlem, XX Hauptabteilung, Ordensbriefarchiv, 18384).

## Описание рукописи
«Кёнигсбергская поваренная книга» представляет собой бумажный кодекс из 12 листов размером 112 на 85 миллиметров. Текст написан в один столбик от 14 до 18 строк на странице и не содержит иллюстраций. В некоторых местах между словами оставлено свободное место.
Названия блюд в манускрипте записаны составителем в большинстве случаев стандартно в соответствии с формулой «Если ты хочешь приготовить (willtu machenn) + название блюда». Слово «приготовить» (machenn) в ряде случаев опущено. Этому правилу соответствуют 21 запись из 34: №№ 4—8; 10; 13—18; 20—23 и 29—33. Иногда к названию добавлено слово «хороший», например – «хороший мёрсеркухен» (gudtt Morsserkuchenn).
Второй вид записи названий соответствует формуле «для» (von; zu) + название блюда, например, «для зелёных кур» (zu grunnen Hünerenn).
Третий вариант представляет собой простую запись названия: «фаршированные щуки» (gefulte Hechte), «зелёный студень для кур» (grün Sülcz vonn Hünerenn) и так далее.
Наконец, в одном случае – при записи рецепта соуса, который занимает 25-ю позицию в манускрипте, его название опущено составителем.
Часто названия неточно отражают содержание рецепта того или иного блюда, а иногда не соответствуют ему вообще.
Среди собранных в рукописи рецептов наблюдается определённая система, в соответствии с которой они были записаны. Можно выделить три цельных блока, включающих в себя рецептуру куриных блюд, кушанья на основе хлебобулочных изделий и соусы. Между этими тремя блоками помещены рецепты блюд, записанных без какой-либо определённой системы.
Вероятно, рецепты записывались автором манускрипта иногда постепенно – от случая к случаю, а иногда одновременно целыми блоками из рецептов однотипных блюд.

## Содержание
Учитывая не названия рецептов, отражённых в манускрипте, а их содержание, структуру «Кёнигсбергской поваренной книги» можно представить следующим образом:
1. Печёночный соус для дичи, блюд из мяса, рыбы или птицы.
2. Жареные куры, запечённые в тесте.
3. Щуки, фаршированные рыбой с пряностями.
4. Печёные яблоки с яичной начинкой в тесте.
5. Холодец из щуки.
6. Печёночный паштет, запечённый на решётке в яйцах с петрушкой.
7. Говяжьи фрикадельки «под дичь».
8. Шарики из лёгкого в тесте.
9. Студень с зеленью для заливки кур или мяса.
10. Цыплята, жаренные в кляре.
11. Куры, запечённые в зелёном кляре (с петрушкой).
12. Куры, запечённые в чёрном пряничном кляре.
13. Кунгссхунер (куры по-королевски). Рубленные куры, запечённые в яичном кляре.
14. Запечённый угорь.
15. Яичница с петрушкой.
16. Хиршкорн. Молодые оленьи рога с мёдом и пряничной крошкой.
17. Трёхцветное сладкое желе из миндального молока.
18. Сладкое грушевое пюре с мёдом и вином.
19. Паштет из рыбы, птицы или мяса, запечённый в тесте.
20. Мёрсеркухен — яичные гренки с цыплёнком или субпродуктами.
21. Мёрсеркухен — хлебная запеканка в ступе.
22. Хлебная колбаса — сладкие пряничные колбаски с инжиром.
23. Холодец из сазанов, камбалы или усачей — замена сальтисону во время поста.
24. Чесночно-яичный соус.
25. Яблочный соус.
26. Винный соус для белых кур.
27. Уксусный соус с петрушкой для красных кур.
28. Винно-уксусный соус с миндалём для чёрных кур.
29. Винный или уксусный соус с луком-шалотом для говядины.
30. Сладкий пряничный соус.
31. Уксусно-яблочный соус для мяса и рыбы.
32. Кислая капуста.
33. Яйца, фаршированные шпиком с петрушкой.
34. Связанное яйцо[3].

## Пример рецепта
Wilthu machen Kungßhuner:

so nim gebrottenn Huner und hacke die zu cleime Stücklenn und nimfrisch Eir und misch die mitt gestossem Imgber,

geweß daß in einem veißenn Morsser, der heiß sey,

und thu darzu Saffrann und salcz ein wenig un(d) thuu eß zu dem Fewer und loß sie backenn.

Если ты хочешь [приготовить] королевских кур

Тогда возьми жареных кур и мелко их покроши, и возьми свежие яйца и смешай их с молотым имбирём. Вылей это в белую разогретую ступку, и добавь туда шафран и соль – немного, и поставь на огонь запекаться.